# УЕФА квалификације за Светско првенство у фудбалу за жене 2023 — група Х
Група Х, квалификационог такмичења УЕФА за Светско првенство у фудбалу за жене 2023. се састојала од шест репрезентација: Немачке, Португалије, Србије, Израела, Турске и Бугарске. Састав девет група у квалификационој групној фази одређен је жребом одржаним 30. априла 2021. са тимовима који су били носиоци према рангу коефицијената.
Група се играла у кругу, као домаћин и у гостима, између 17. септембра 2021. и 6. септембра 2022. са паузом за Европско првенство за жене 2022. у јулу. Победнице група су се квалификовале на завршни турнир, док су другопласиране прочле у плеј-оф другог кола ако су биле једна од три најбоља другопласираних у свих девет група (рачунајући резултате против петопласиране екипе).

## Табела
| Pos | Тим         | О  | П | Н | И  | ГД | ГП | ГР  | Бод. | Qualification                             |
| --- | ----------- | -- | - | - | -- | -- | -- | --- | ---- | ----------------------------------------- |
| 1   | Немачка     | 10 | 9 | 0 | 1  | 47 | 5  | +42 | 27   | Светско првенство у фудбалу за жене 2023. |
| 2   | Португалија | 10 | 7 | 1 | 2  | 26 | 9  | +17 | 22   | Плеј-оф                                   |
| 3   | Србија      | 10 | 7 | 0 | 3  | 26 | 14 | +12 | 21   |                                           |
| 4   | Турска      | 10 | 3 | 1 | 6  | 9  | 26 | −17 | 10   |                                           |
| 5   | Израел      | 10 | 3 | 0 | 7  | 7  | 25 | −18 | 9    |                                           |
| 6   | Бугарска    | 10 | 0 | 0 | 10 | 1  | 37 | −36 | 0    |                                           |

## Утакмице
Сва времена су CET/CEST, како наводи УЕФА (локална времена, ако се разликују, она су у загради).
Једину утакмицу коју је женска репрезентација Немачке изгубила је од репрезентације Србије у Старој Пазови. Србија је изгубила једну утакмицу од Немачке и две утакмице од Португалије, што ју је коштало испадања из даљњег такмичења и одвело Португалију у плеј−оф а на крају на Светско превенство.
| Турска   | 1 : 1                           | Португалија |
| -------- | ------------------------------- | ----------- |
| Ураз 30’ | Извештај (ФИФА) Извештај (УЕФА) | Силва 58’   |

| Немачка                                                        | 7 : 0                           | Бугарска |
| -------------------------------------------------------------- | ------------------------------- | -------- |
| Шилер 21’, 72’ · Магул 24’, 33’ · Далман 67’, 82’ · Васмут 76’ | Извештај (ФИФА) Извештај (УЕФА) |          |

| Израел | 0 : 4                                   | Португалија                                               |
| ------ | --------------------------------------- | --------------------------------------------------------- |
|        | Извештај Извештај (ФИФА) Извештај (УЕФА | Инкарнасао 2’ · Силва 7’ (пен.) · Гомис]] 64’ · Коста 84’ |

| Немачка                                | 5 : 1                           | Србија          |
| -------------------------------------- | ------------------------------- | --------------- |
| Шилер 49’, 54’, 71’, 77’ · Лојполц 79’ | Извештај (ФИФА) Извештај (УЕФА) | Нина Матејић 3’ |

| Турска   | 1 : 0                           | Бугарска |
| -------- | ------------------------------- | -------- |
| Ураз 76’ | Извештај (ФИФА) Извештај (УЕФА) |          |

| Израел | 0 : 1                           | Немачка |
| ------ | ------------------------------- | ------- |
|        | Извештај (ФИФА) Извештај (УЕФА) | Хут 18’ |

| Португалија                   | 2 : 1                           | Србија        |
| ----------------------------- | ------------------------------- | ------------- |
| Боржис 28’ · Силва 52’ (пен.) | Извештај (ФИФА) Извештај (УЕФА) | Матејић 45+2’ |

| Немачка                                                                        | 7 : 0                           | Израел |
| ------------------------------------------------------------------------------ | ------------------------------- | ------ |
| Бранд 20’, 45’ · Дебриц 26’ · Фрајганг 43’ · Магул 56’ · Васмут 71’ · Раух 78’ | Извештај (ФИФА) Извештај (УЕФА) |        |

| Бугарска | 0 : 5                           | Португалија                                                      |
| -------- | ------------------------------- | ---------------------------------------------------------------- |
|          | Извештај (ФИФА) Извештај (УЕФА) | Иванова 3’ (а.г.) · Силва 5’, 57’ · Гомез 71’ · Коста 76’ (пен.) |

| Србија                                 | 2 : 0                           | Турска |
| -------------------------------------- | ------------------------------- | ------ |
| Стефановић 28’ · Дамјановић 54’ (пен.) | Извештај (ФИФА) Извештај (УЕФА) |        |

| Србија                               | 3 : 0                           | Бугарска |
| ------------------------------------ | ------------------------------- | -------- |
| Дамњановић 31’, 59’ · Дамјановић 84’ | Извештај (ФИФА) Извештај (УЕФА) |          |

| Португалија                      | 4 : 0                           | Израел |
| -------------------------------- | ------------------------------- | ------ |
| Мендес 27’, 43’, 54’ · Гомес 49’ | Извештај (ФИФА) Извештај (УЕФА) |        |

| Немачка                                                                               | 8 : 0                         | Турска |
| ------------------------------------------------------------------------------------- | ----------------------------- | ------ |
| Та 1’ (а.г.) · Шилер 10’, 11’, 67’ · Бранд 61’ · Фрајганг 74’ · Нискен 80’ · Бухл 87’ | Извештај (ФИФА) Report (UEFA) |        |

| Бугарска      | 1 : 4                           | Србија                                                |
| ------------- | ------------------------------- | ----------------------------------------------------- |
| Најденова 49’ | Извештај (ФИФА) Извештај (УЕФА) | Мијатовић 20’ · Миливојевић 33’ · Дамњановић 45’, 89’ |

| Турска                                            | 3 : 2                           | Израел               |
| ------------------------------------------------- | ------------------------------- | -------------------- |
| Садикоглу 71’ · Ташкин 90+3’ · Топчу 90+7’ (пен.) | Извештај (ФИФА) Извештај (УЕФА) | Хазан 9’ · Софер 24’ |

| Португалија      | 1 : 3                           | Немачка                           |
| ---------------- | ------------------------------- | --------------------------------- |
| Фромс 34’ (а.г.) | Извештај (ФИФА) Извештај (УЕФА) | Шилер 15’ · Хут 23’ · Леуполц 28’ |

| Турска                      | 2 : 5                           | Србија                                                             |
| --------------------------- | ------------------------------- | ------------------------------------------------------------------ |
| Ураз 42’ · Топчу 57’ (пен.) | Извештај (ФИФА) Извештај (УЕФА) | Филиповић 8’, 72’ · Дамњановић 12’ · Дамјановић 37’ · Чанковић 65’ |

| Бугарска | 0 : 2                           | Турска                   |
| -------- | ------------------------------- | ------------------------ |
|          | Извештај (ФИФА) Извештај (УЕФА) | Туркоглу 41’ · Топчу 88’ |

| Србија                                                      | 4 : 0                           | Израел |
| ----------------------------------------------------------- | ------------------------------- | ------ |
| Дамњановић 5’ · Филиповић 67’ · Ивановић 72’ · Крстић 90+2’ | Извештај (ФИФА) Извештај (УЕФА) |        |

| Немачка                            | 3 : 0                           | Португалија |
| ---------------------------------- | ------------------------------- | ----------- |
| Обердорф 40’ · Бухл 55’ · Раух 80’ | Извештај (ФИФА) Извештај (УЕФА) |             |

| Србија                          | 3 : 2                           | Немачка                  |
| ------------------------------- | ------------------------------- | ------------------------ |
| Пољак 36’ · Дамњановић 49’, 69’ | Извештај (ФИФА) Извештај (УЕФА) | Шилер 60’ · Васмут 90+2’ |

| Израел     | 1 : 0                           | Турска |
| ---------- | ------------------------------- | ------ |
| Елинав 40’ | Извештај (ФИФА) Извештај (УЕФА) |        |

| Португалија                        | 3 : 0                           | Бугарска |
| ---------------------------------- | ------------------------------- | -------- |
| Силва 18’ · Маркес 26’ · Коста 42’ | Извештај (ФИФА) Извештај (УЕФА) |          |

| Бугарска | 0 : 2                           | Израел                      |
| -------- | ------------------------------- | --------------------------- |
|          | Извештај (ФИФА) Извештај (УЕФА) | Селимхоџић 29’ · Авитал 32’ |

| Израел                  | 2 : 0                           | Бугарска |
| ----------------------- | ------------------------------- | -------- |
| Авитал 54’ · Шараби 73’ | Извештај (ФИФА) Извештај (УЕФА) |          |

| Србија       | 1 : 2                           | Португалија                |
| ------------ | ------------------------------- | -------------------------- |
| Фрајтовић 6’ | Извештај (ФИФА) Извештај (УЕФА) | Марчао 40’ · Назарет 45+2’ |

| Турска | 0 : 3                           | Немачка                                |
| ------ | ------------------------------- | -------------------------------------- |
|        | Извештај (ФИФА) Извештај (УЕФА) | Раух 57’ (пен.) · Бухл 59’ · Шилер 77’ |

| Бугарска | 0 : 8                           | Немачка                                                                      |
| -------- | ------------------------------- | ---------------------------------------------------------------------------- |
|          | Извештај (ФИФА) Извештај (УЕФА) | Шилер 35’, 45+1’, 52’ · Фрајганг 45’, 64’, 87’ · Лохман 54’ · Хут 81’ (пен.) |

| Израел | 0 : 2                           | Србија                           |
| ------ | ------------------------------- | -------------------------------- |
|        | Извештај (ФИФА) Извештај (УЕФА) | Рубин 34’ (а.г.) · Матејић 90+4’ |

| Португалија                                               | 4 : 0                           | Турска |
| --------------------------------------------------------- | ------------------------------- | ------ |
| Ерканрасао 33’ · Назарет 36’ · Та 49’ (а.г.) · Фарија 79’ | Извештај (ФИФА) Извештај (УЕФА) |        |

## Голгетерке
Укупно је постигнуто  116 голова у 30 утакмица, с просеком од 3.87 гола по утакмици.
15 голова
- Леа Шилер

8 голова
- Јована Дамњановић

5 голова
- Лаура Фрајганг

3 гола
- Јули Бранд
- Клара Бухл
- SСвења Хут
- Лина Магул
- Фелицитас Раух
- Табеа Васмут
- Карол Коста
- Дијана Гомез
- Каролина Мендез
- Дијана Силва
- Невена Дамјановић
- Тијана Филиповић
- Нина Матејић
- Ебра Топчу
- Јамур Ураз

1 аутогол
- Јаница Иванова (против Португалије)
- Мерле Фромс (против Португалије)
- Фортуна Рубин (против Србије)

Два аутогола
- Кезбан Та (против Немачке и Португалије)

## Белешке
1. ↑  CEST (УТЦ+2) за датуме између 28. марта и 31. октобра 2021. и између 27. марта и 30. октобра 2022., и CET (УТЦ+1) за све остале датуме.